# 紫色
紫色是一種顏色，又稱「公主色」，在科學上有3種定義：
1. 物體色彩：指由紅色（610-760nm）和藍色（450-500nm）混合而成的顏色，英語稱為purple。
2. 光色彩：指堇紫色（380-450nm），又稱「藍紫色」，英語稱為violet，是彩虹、可见光的光谱中最边缘的部分。比其波长更短的称为紫外线。
3. 印刷色彩：指洋紅色，又稱「紅紫色」，英語稱為magenta。

## 象徵意義

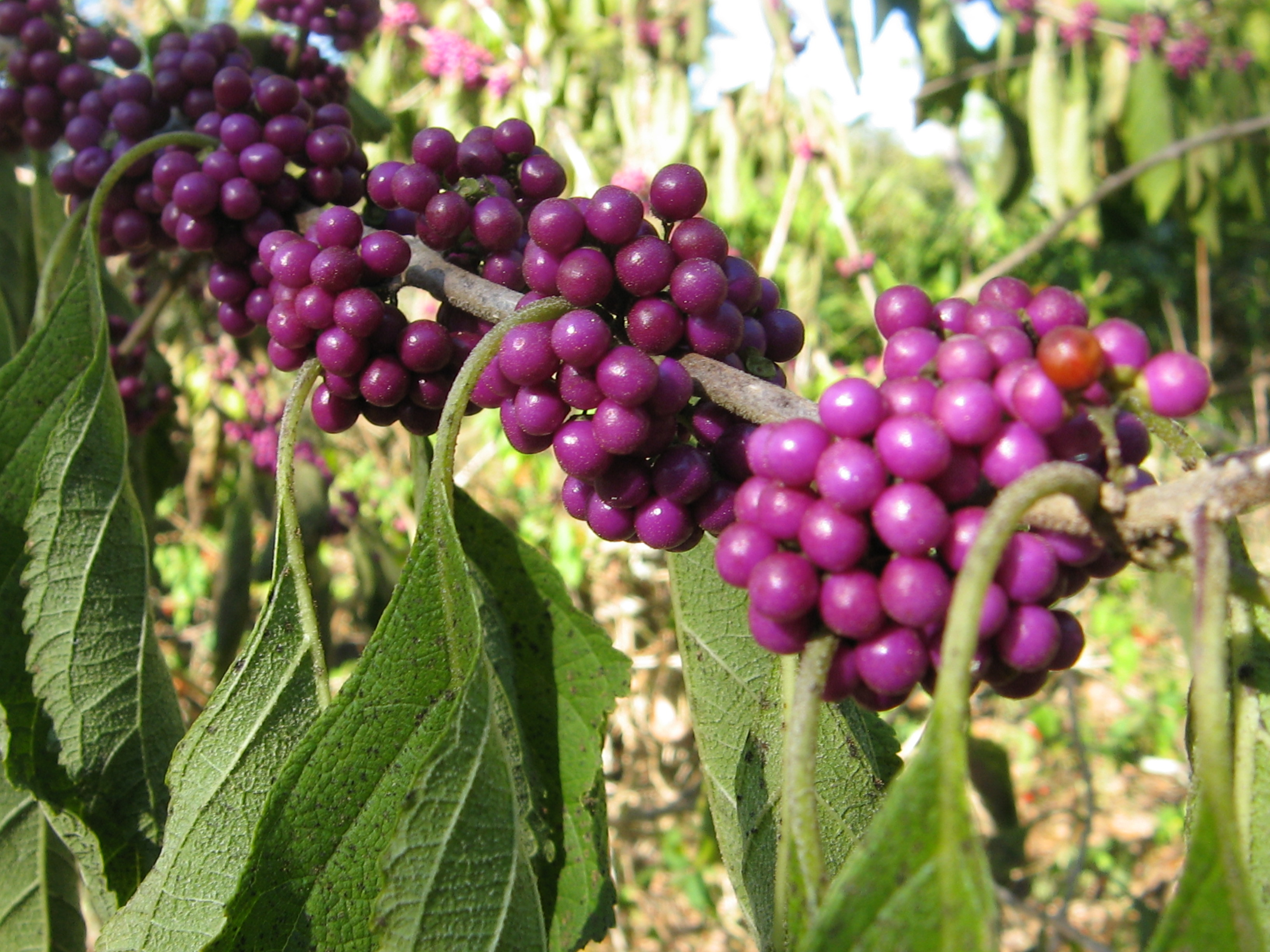
紫色的果实

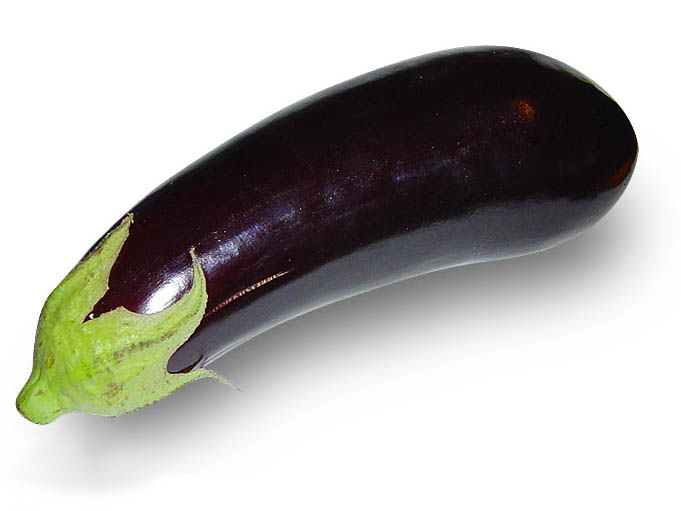
紫色的蔬菜

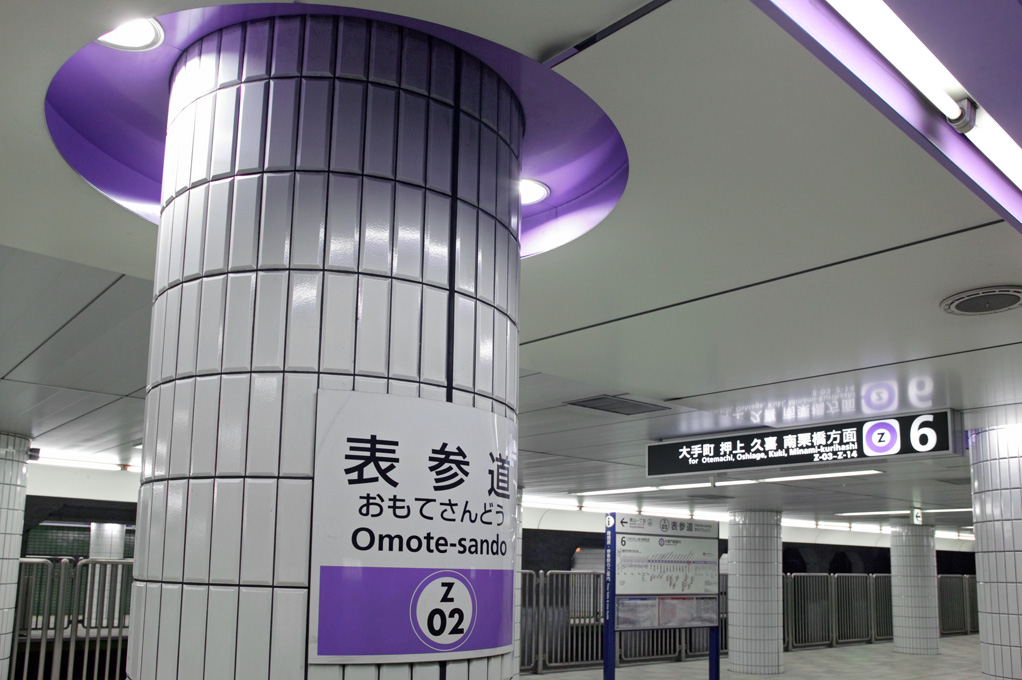
東京地下鐵半藏門線

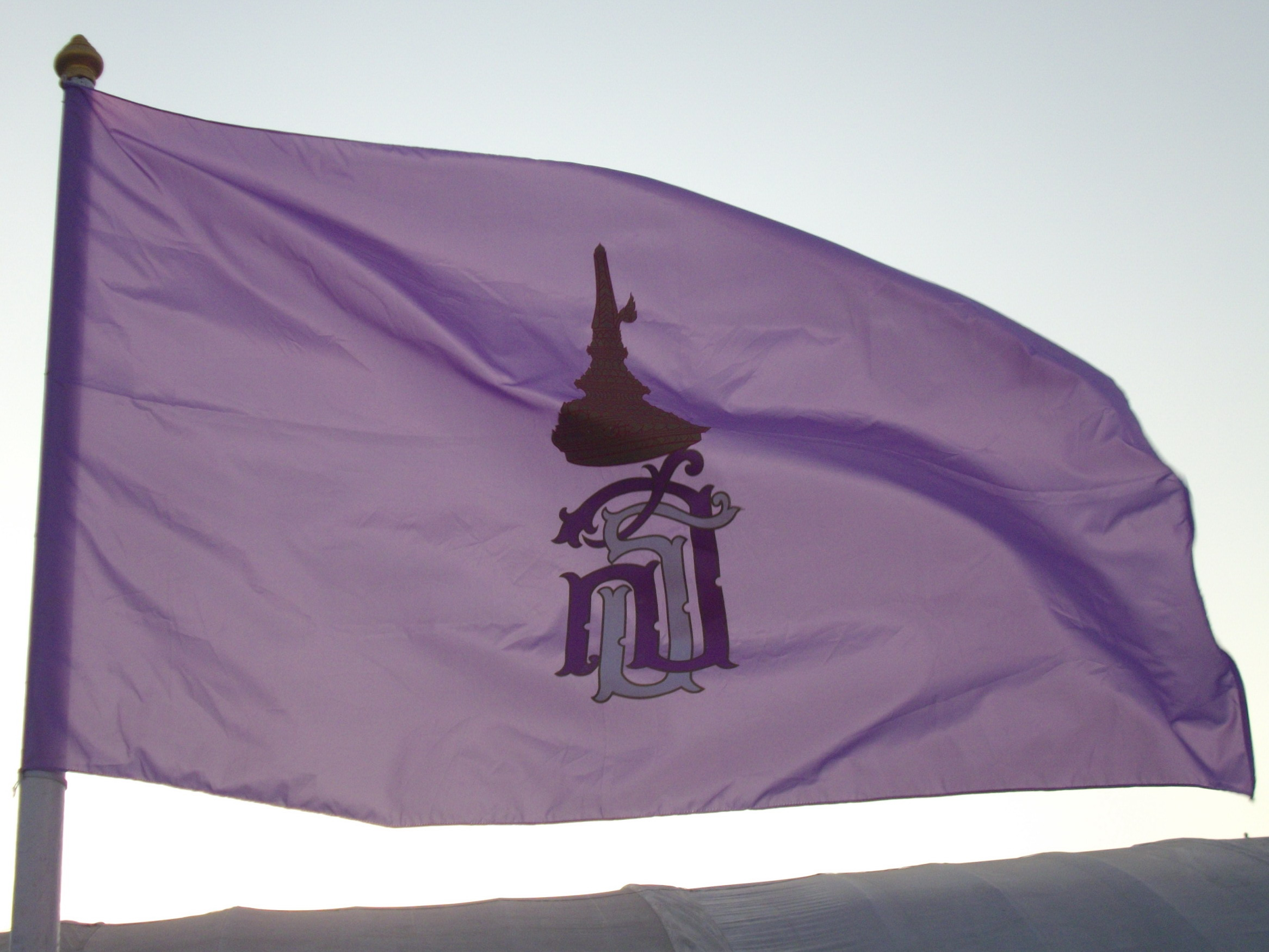
紫色旗帜

- 中國傳統紫色代表尊貴，如北京故宮又稱「紫禁城」，亦有所謂「紫氣東來」。
  - 受此影響，如今日本王室仍尊崇紫色。這源於中國古代對北極星的崇拜，如：「觀：北辰紫宮，衣冠立中。含和建德，常受天福。」[1]
- 在西方，紫色亦代表尊貴，常成為貴族所愛用的顏色，這緣於古羅馬蒂爾人常用的紫色染料僅供貴族穿著，而染成衣物近似緋紅色，亦甚受當時君主所好。在拜占庭時代，來自王族嫡系的皇帝會將「紫生」（born to the purple）一字加於自己的稱號，表明自己的正統出身，以別於靠其他手段獲得王位的君主。

- 自古以來紫色就是宗教的顏色。在基督教中，紫色代表至高無上和來自聖靈的力量。猶太教大祭司的服裝或窗簾、聖器，常常使用紫色。天主教稱紫色為主教色。主教穿紫色；樞機穿朱紅色。大齋期（Lent，預示耶穌的受難和復活）的主要顏色是紫色。紫色代表神聖、尊貴、慈愛，在高禮儀教會（如天主教、聖公會、信義宗），會換上紫色的桌巾和紫色蠟燭。
- 紫色（purple）還代表着很多含義。在中国古代传统文化裡，正色是五行的青、赤、黃、白、黑，紫色是青與赤组合而成，不是正色，可以表達“不正統”。
- 紫色在电阻色碼中代表7（數字、乘冪）或0.1%（誤差）。
- 紫色在泰国是星期六的代表色。
  - 诗琳通公主是星期六出生，在泰国每年的4月2日（例如2015年的60岁寿辰）或公主出席时人民都会使用大量紫色以示庆祝。[2][3]
- 紫色在京剧脸谱中代表沉着稳重的角色，如常遇春。
- 紫色比黑色更容易表達感情。
- 雙魚宮代表色。
- 紫色在日本工業規格的標記色彩標準中被用作標示放射性事項。